# 阿勒颇攻势 (2013年)
2013年的阿勒颇攻势是叙利亚内战期间由叙利亚政府军在阿勒颇省发起的一场战役，目的是在阿勒颇省重新打通连接阿勒坡与叙利亚中部地区重要补给线。这场战役起源于叙政府军对战略重镇Khanasir的进攻。

## 背景
在2013年6月攻占战略重镇古赛尔之后，在阿勒颇政府军发动了一场代号“北方风暴”的军事行动，旨在包围省内多个孤立控制权之间的补给线。但是在霍姆斯省反对派武装不断加大的压力使得政府军放弃了这场攻势，并在该地区重新集结部队，这使得通往阿勒颇市的补给线变得十分脆弱。
在夏季末，反对派武装利用了政府军的这一战略缺陷。在7月末，反对派攻占了多个郊区并屠杀了被俘的政府军士兵，这使得反对派武装在阿勒颇西部的攻势达到了顶点。在8月5日，阿勒颇省北部的Menagh空军基地在被反对派武装长期围困之后被反对派攻占。8月26日，反对派武装攻占了Khanasir，至此切断了通往阿勒颇市最后的补给线。
此后反对派武装将目光转向了政府军控制的阿勒颇市南郊。9月2日，一支由自由沙姆人伊斯蘭運動组织和Tawhid旅领导的、至少由十个反对派武装团体组成的联军发动了一场代号wal-'Adiyat Dabha的攻势。这场攻势针对的是连接城市南段和反对派控制的塞菲拉郊外军工厂之间的政府军据点。在攻势的前6天，反对派武装取得显著进展，他们宣称已经攻占了25座村庄。作为回应，来自阿勒颇国际机场的政府军开始在城南重新部署，准备反击反对派的攻势。

## 攻占Khanasir和重新打通高速公路
为了打通通往阿勒颇的补给线，政府军沿着连接阿勒颇和塞莱米耶的公路发动了一场攻势。政府军在密集的空中支援下从塞莱米耶出动了一支车队。政府军的第一个重要目标是8月份被反对派武装攻占的Khanasir镇。该镇被政府军视作这条补给线上的主要堵塞点。
10月1日，针对Khanasir的炮击以及双方在该镇周边的交战至少造成20名反对派武装丧生。Khanasir附近的Jub al-Ghaws村遭到直升机的轰炸，而根据叙利亚人权观察组织的报道，在Khanasir上空反对派武装击中了一架战机。
10月2日，根据叙利亚人权观察组织的说法，叙利亚政府军在Khanasir取得了进展，攻占了城内多个地区。同时省内的很多反对派据点遭到政府军战机的轰炸。
10月3日，叙利亚政府军控制了Khanasir，至少25名反对派武装分子和18名亲政府的民兵在之前两天的战斗中丧生。但是政府军还没有完全打通通往阿勒颇的高速公路。
10月4日，在塞菲拉附近的al-Hmeira山区，有8名反对派武装在与政府军的战斗中被击毙。
10月7日，政府军成功重新打通了阿勒颇与Khanasir之间的补给线，并夺取了多座被包围的村庄，比如Rasm Okeiresh、Rasm al-Sheikh、Rasm al-Helou、Rasm Bakrou、al-Wawiyeh、Rasm al-Safa、Barzanieh、Jalagheem、Zarraa和Kafar Akkad，打破了阿勒颇的包围圈。根据政府军方面的消息，满载着面粉、食品和燃油的车队开进了阿勒颇。
10月9日，反对派在一座刚刚被政府军攻占的村庄屠杀了政府军士兵。在省内其他地方，政府军攻占了Al-Hamam和Al-Qurbatiy，反对派武装撤往了Al-Qintein和Al-Bouz。

## 塞菲拉和Tell Aran的陷落
10月10日，政府军队反对派控制的塞菲拉进行了猛烈炮击和空袭，致使16-18名平民丧生。在遭到袭击的地方中，有一处是该镇的集市。根据一名反对派的说法，如果反对派失去了对塞菲拉的控制，过去几年反对派在阿勒颇省取得的所有成果都会在几天内丧失殆尽。
10月11日，政府军在交战后夺取了塞菲拉南面的Abu Jurayn村。
10月17日和18日，政府军对反对派控制的库尔德村庄Tell Aran进行猛烈炮击，导致21名平民丧生，11名平民受伤。这座村庄是7月初圣战者武装从库尔德民兵手中夺取的。
截止10月25日，总计有76人在从8日开始的炮击中丧生。130000人以上逃离该地。
10月30日，叙利亚政府军攻入了塞菲拉。在城南夺取了多座建筑物，并且在第二天在城东也取得进展。到了11月1日早上，政府军夺取了该镇。
11月2日，政府军在真主党军官的支援下夺取了塞菲拉北郊的Aziziyeh村。
11月4日，在塞菲拉被攻占之后，阿勒颇省叙利亚自由军最高指挥官Abdul Jabbar al-Oqaidi辞职。
11月6日，叙政府军攻占了Tell Aran大部分，并迫使反对派武装撤出该地。
截至11月10日，在该地仍有交火发生。但是在11月11日，政府军完全控制了该地。

## 80号基地战斗
11月8日，在日出之前，叙利亚政府军在坦克和重炮的支援下，对阿勒颇机场附近的80号基地发动攻击。該基地自从2013年2月以来一直被叛军控制。这场攻击，據阿勒颇居民的说法，是一年多以来最为猛烈的。根据Al-Jazeera的说法，如果政府军成功夺取该地，阿勒颇市与距土叙边境30公里的小镇al-Bab之间的叛军补给线将被切断。在早上，政府军夺取了80号基地的多个区域。在下午，反政府武装获得了增援并重新集结，之后对这一基地发动进攻。在战斗中，叛军的阵地遭受了20余次炮击和空袭。日落之后，反政府武装开始了反击，在第二天黎明之前设法夺回了基地的大部分区域，但交火在基地周边依旧持续。在这次进攻中，叛军使用了BM-21火箭炮。
11月10日，在80号基地周边交火依旧持续，而发生在基地内的交火则更加多了。在冲突中，叛军击毁了两辆政府军装甲车，而叛军则有一辆坦克被摧毁，有5名叛军丧生。到了下午，政府军头一次完全控制了这座基地。根据叙利亚人权观察组织的报道，63名叛军，其中包括11名外籍武装分子，以及32名政府军在这场战役中丧生。另一则报道则称有60到80名叛军被击毙。在这场突袭中政府军得到了黎巴嫩真主党和亲政府民兵的支持。
11月11日，政府军夺取了基地周边的一系列阵地，使得政府军控制了阿勒颇国际机场周边的大部分地区。

## 阿勒颇东面的攻势和针对Tell Hassel的进攻
11月12日，政府军渗透进了阿勒颇市东郊的al-Naqqarin镇，并进一步向北推进。反对派活动人士说政府军从北面和东面发动了钳形攻势并且正接近反对派控制的社区。与此同时，城内的政府军在坦克的支援下，夺取了Ashrafieh和Bani Zeid区北面的两栋高楼，并且在巷战之后攻入了两个社区。
11月13日，政府军直升机向阿勒颇以南的Tell Hassel投掷了炸药桶，同时政府军继续向Tell Hassel推进。该地附近爆发激烈战斗。
11月14日，在叙空军的一次空袭中，反对派武装组织Al-Tawhid旅的情报官员被炸身亡，而该组织的最高领导人被炸伤。当时他们正在阿勒颇内的一处基地内开会。该组织还有一名指挥官被炸伤。当天夜里，该组织领导人Abdulkader al-Saleh因伤势过重在土耳其身亡。
11月15日，叙政府军夺取了Tell Hassel。在当天晚些时候，政府军控制了连接阿勒颇和塞菲拉郊外一处军工厂的道路。同一天，在阿勒颇市西北Maaret al-Artiq地区，一名指挥另一支反对派武装的前政府军上校在战斗中丧生。
11月17日，反对派炸毁了一座连接Tell Hassel和依旧在反对派控制之下的工业区的桥梁，阻止了政府军部队向该工业区推进。而另一支部队据报道沿阿勒頗－巴卜高速公路向反对派控制的Bellat镇推进。晚些时候，据报叙政府军成功攻占了工业区。根据当地活动人士的说法，反对派武装开始从al-Duwayrinah村和与Tell Hassel毗邻的工业区撤出。同一天，一个有15名ISIS武装分子组成的团伙突袭了Tell Aran，战斗导致10名ISIS武装分子和18名政府军丧生。剩下的5名武装分子下落不明。
11月18日，阿勒颇东部的Al-Naqqarin依旧有交火发生。而在11月19日，政府军攻占了al-Duwayrinah。
11月24日，据报道政府军开始攻入阿勒颇东北部的Sheikh Najjar工业区。
11月30日，政府军的直升机试图空袭巴卜的一处反对派据点，但没有击中目标而误炸了一处市场，导致26人丧生，其中包括4名儿童。第二天，直升机再次空袭了该镇，试图摧毁一个Tawhid旅的据点，结果再次偏离目标，击中了Nafasin市场，导致24人丧生。在第二次误炸事件中大部分遇难者是平民，只有3人是武装分子。在这两次空袭中直升机都使用了炸药桶。
在12月初，据证实政府军夺取了al-Naqqarin镇并向Tiyata推进。同时，反对派武装从Sheikh Najjar工业区撤出，尤其是在政府军控制了可以俯瞰第三区的Sheikh Yusuf山区之后从第三区的建筑撤出。
12月1日，Sama电视台报道政府军成功夺取了Nairab空军基地东北的Tiyara镇。

## 反对派尝试反攻
11月21日，在80号基地附近的战斗中，有15名親政府民兵丧生，而反对派丧生人员中有一名反对派的指挥官。
11月25日，反对派在Khanasir周边地区开始反攻。到了第二天，反对派成功夺取多座村庄，但还是无法截断高速公路以阻止政府军方面的进一步进展。 
11月28日，在Aziziyeh外围双方发生交火。导致20名政府军和11名反对派丧生。